# Dommekracht
Een dommekracht is een stuk gereedschap, een soort krik, dat wordt gebruikt om zware lasten op te tillen, te ondersteunen of weg te drukken. 
Dit werktuig bestaat uit een kast met vaak meerdere stalen tandwielen en een tandheugel welke laatste omhoog gezwengeld wordt. De zwengel is voorzien van een terugloopbeveiliging, in de regel een pal met palwiel. De tandheugel heeft voor het verplaatsen van de last zowel een vork aan het bovenuiteinde als klauw aan het ondereind. Een andere naam is kelderwind(e), kelderwijn of ook (Zuid-Nederlands/Vlaams) keldervijs. De eveneens voorkomende naam kelderwinch is als verbastering van kelderwind in feite onjuist. Dommekrachten zijn gestandaardiseerd in normblad DIN 7355.
Gaandeweg zijn ook hydraulische dommekrachten in zwang gekomen. Deze hebben over het algemeen een grotere capaciteit, tot ongeveer 10 ton. Bij dit type wordt een hendel gebruikt die op en neer bewogen wordt.
De voorloper van de dommekracht was de vijzel: een balk met twee houten schroeven, waarmee zware materialen werden opgetild door de schroeven te draaien.

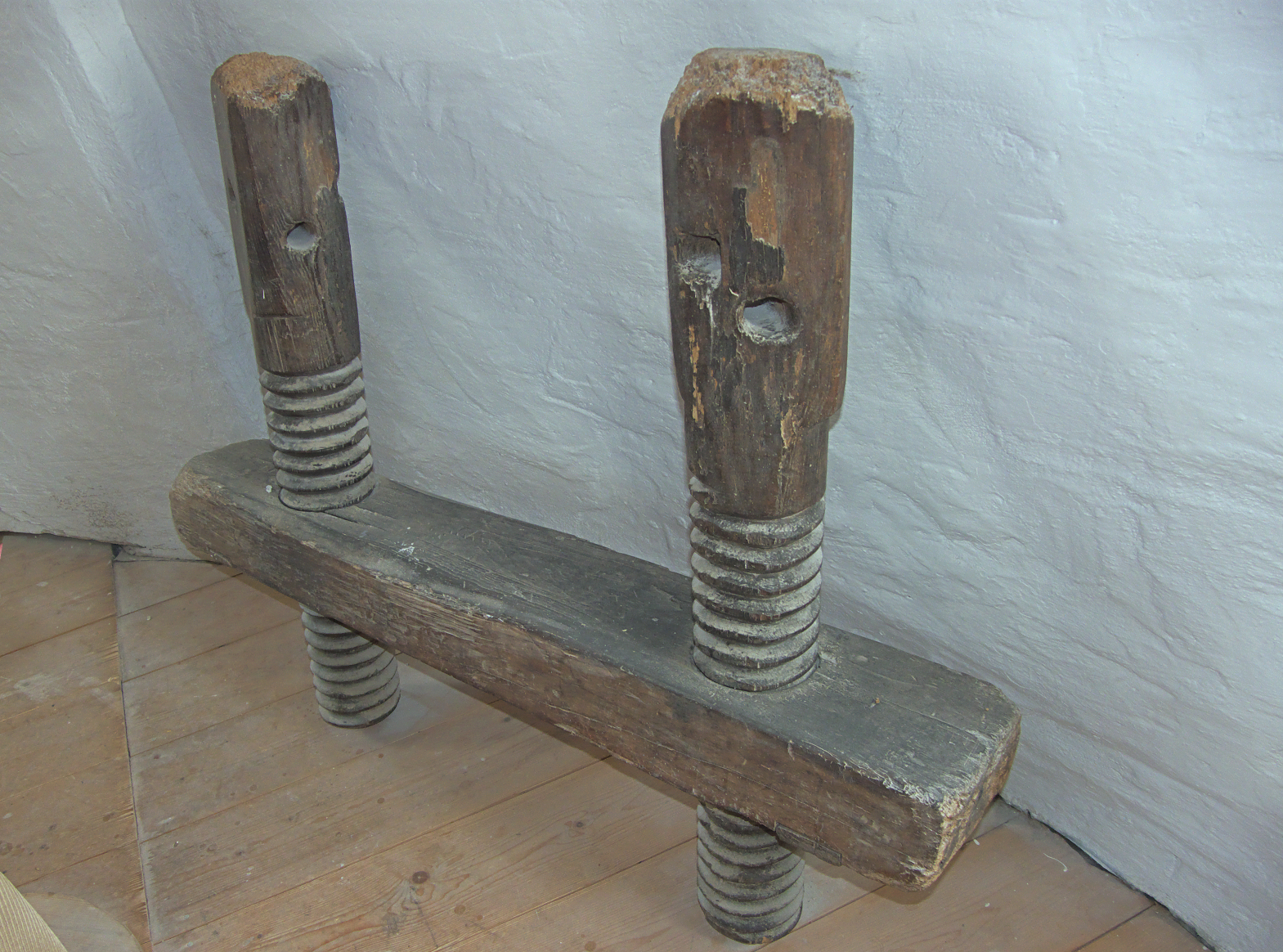
Voorloper dommekracht.
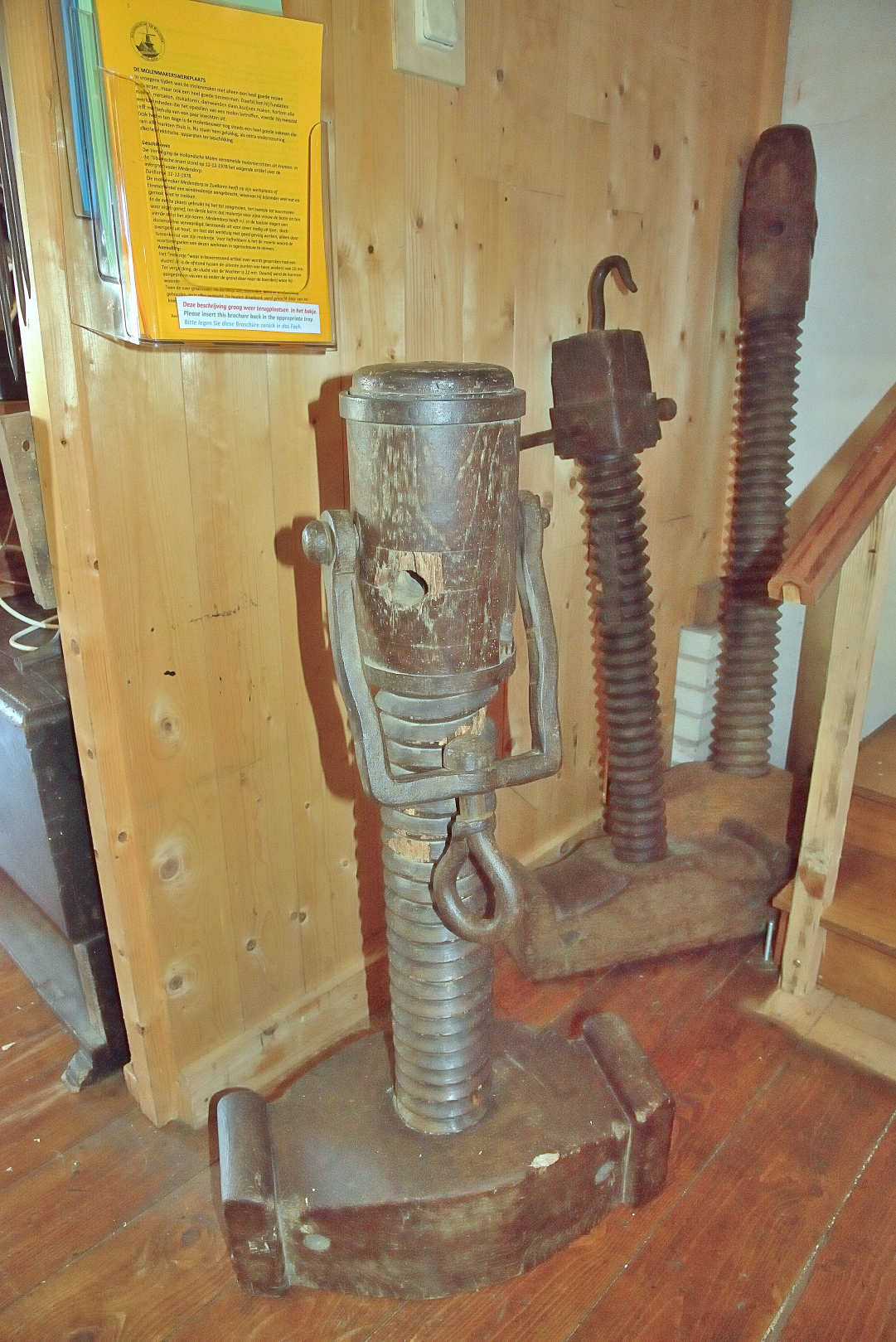
Voorlopers dommekracht.
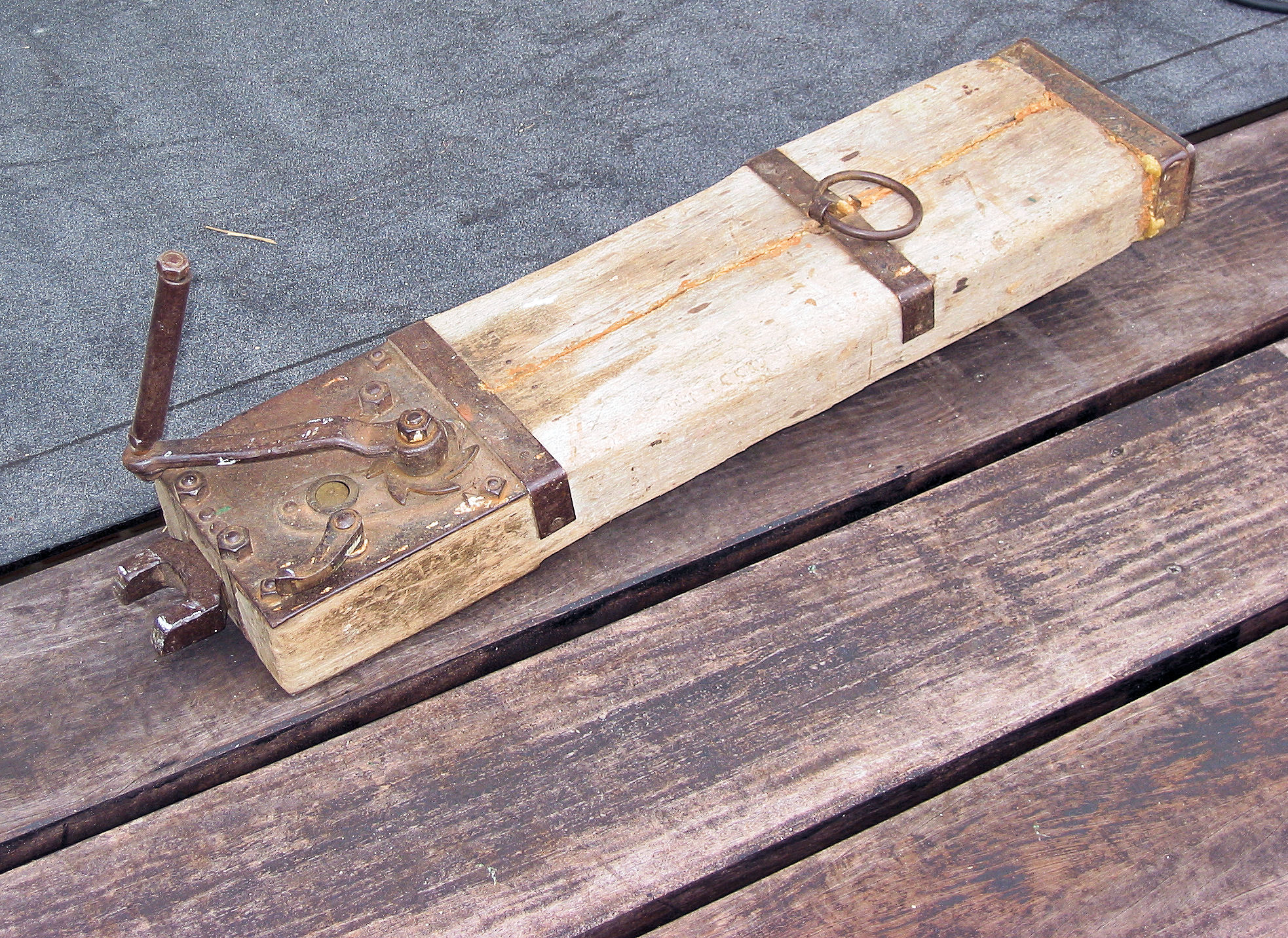
Voorkant van een oude dommekracht met een houten kast.
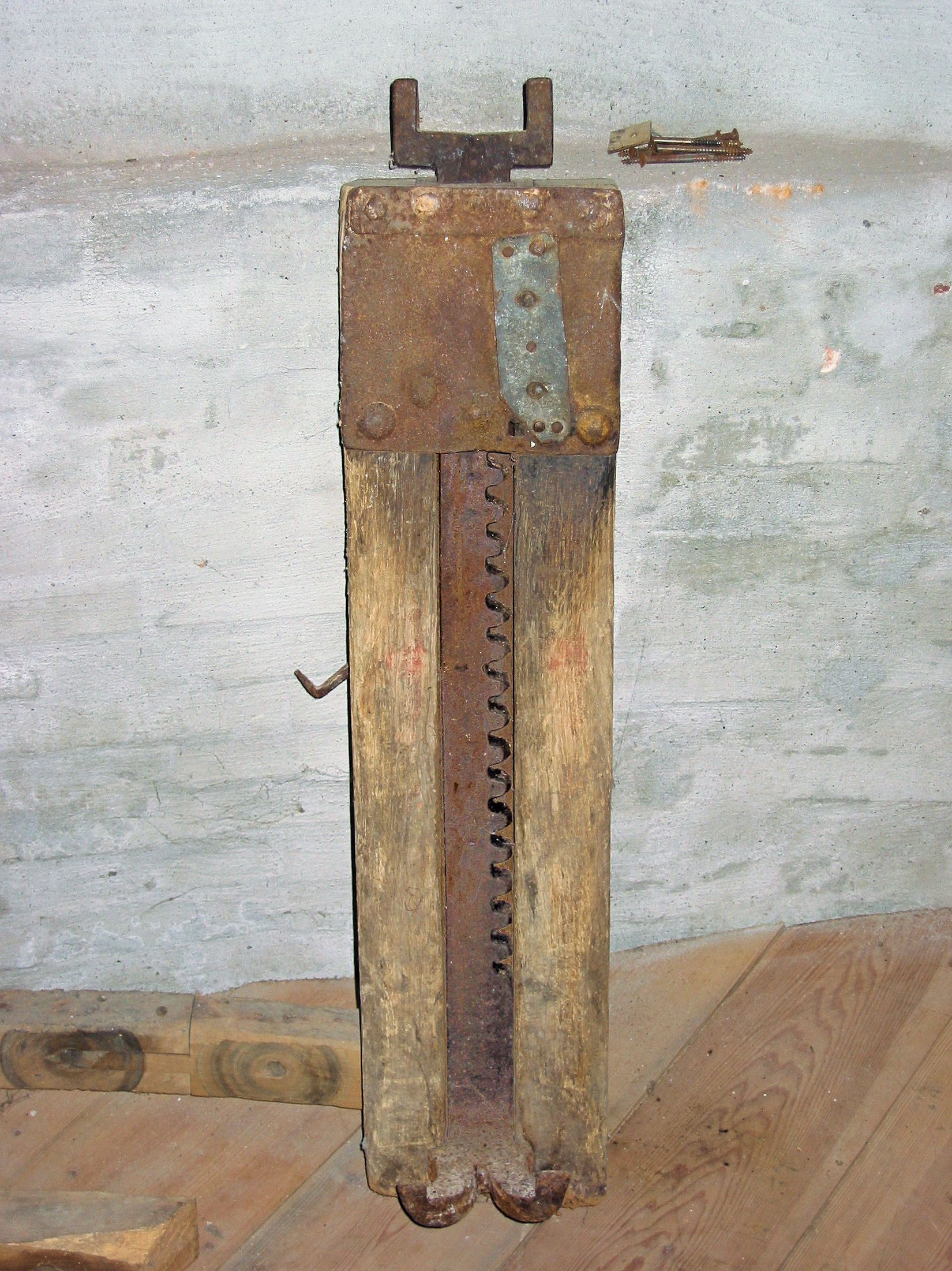
Achterkant van een oude dommekracht met een houten kast.
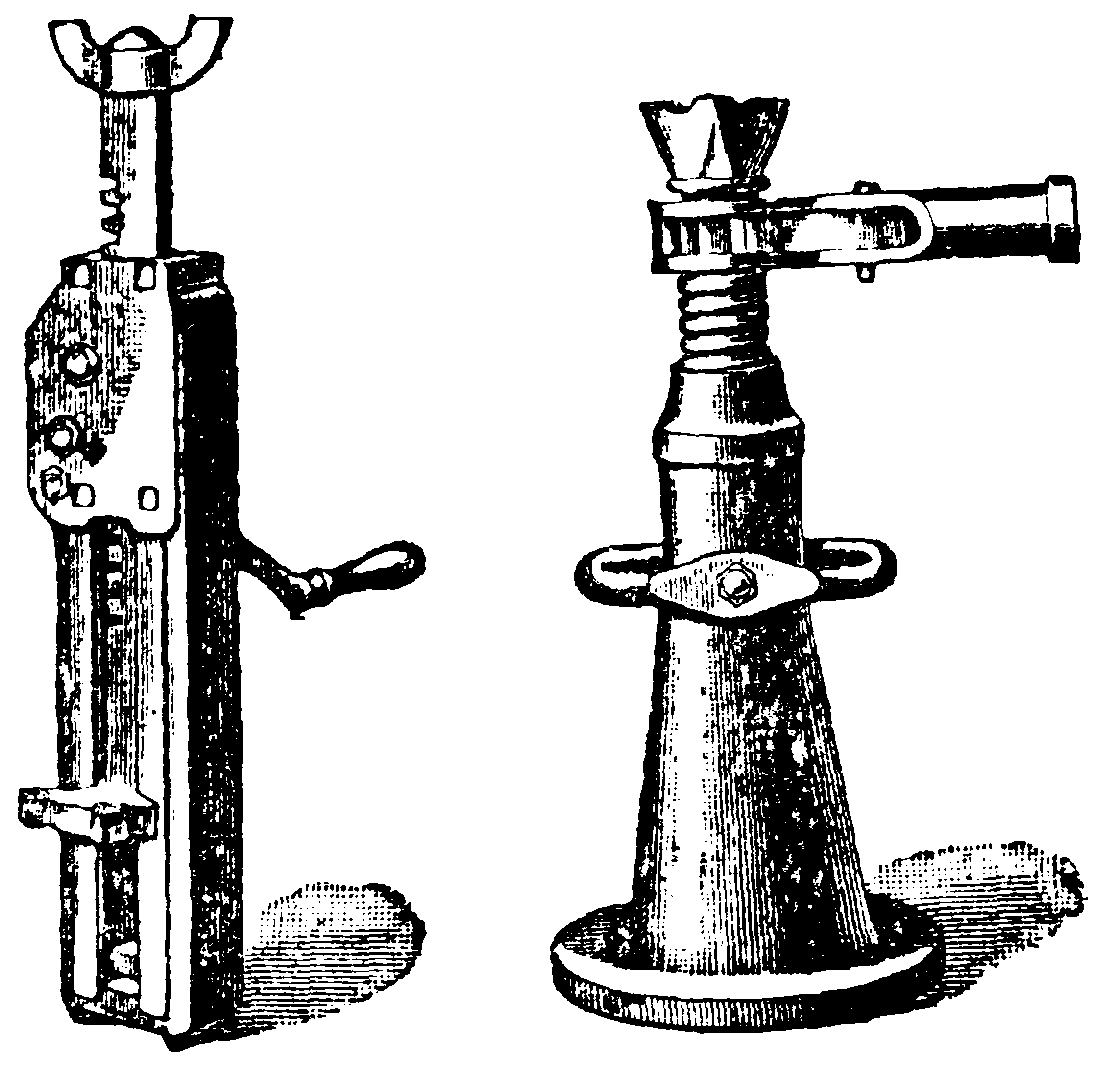
Een (oude) tekening van dommekracht en een schroefkrik.
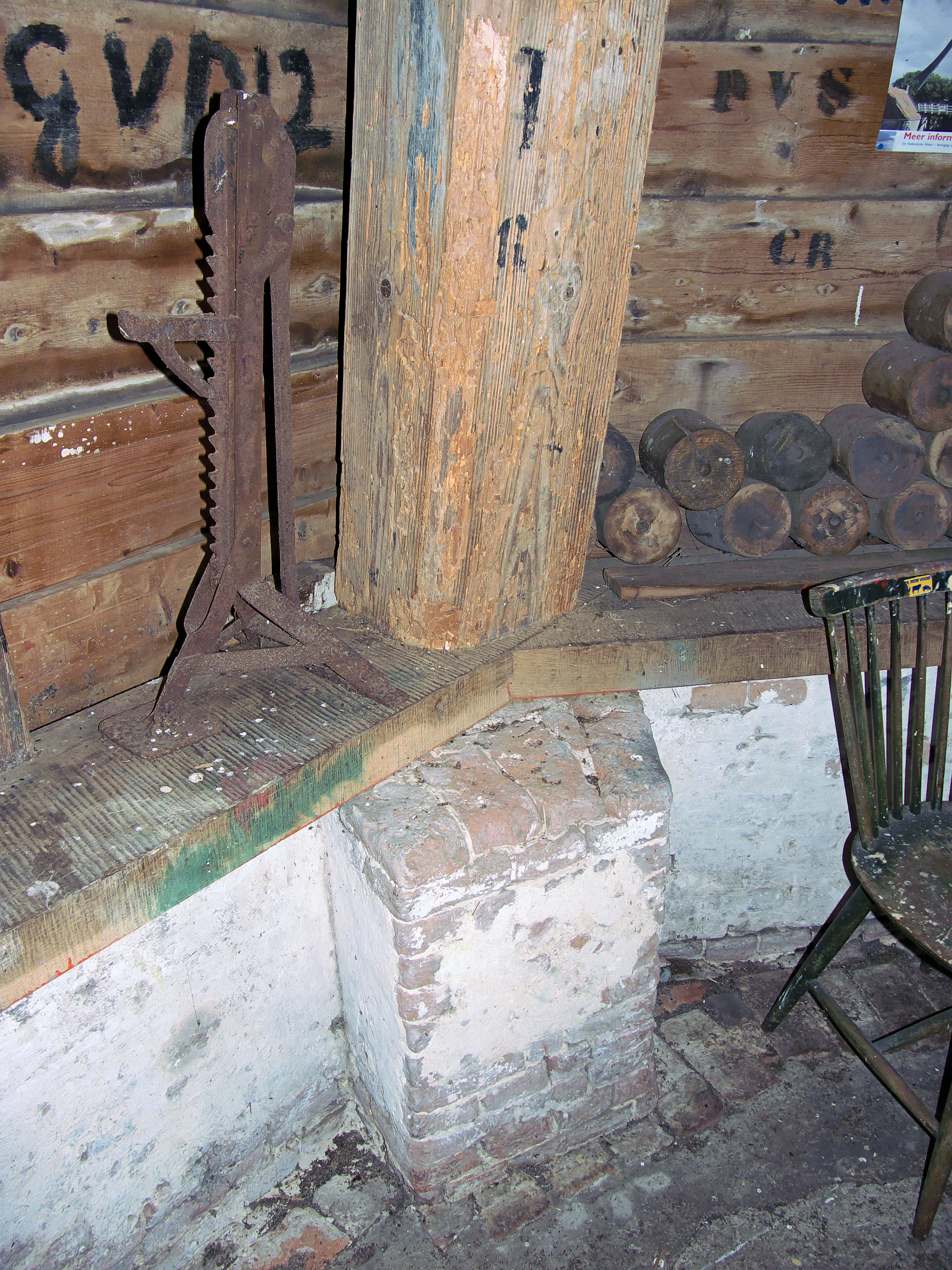
Dommekracht op de molen De Hoop in Lunteren
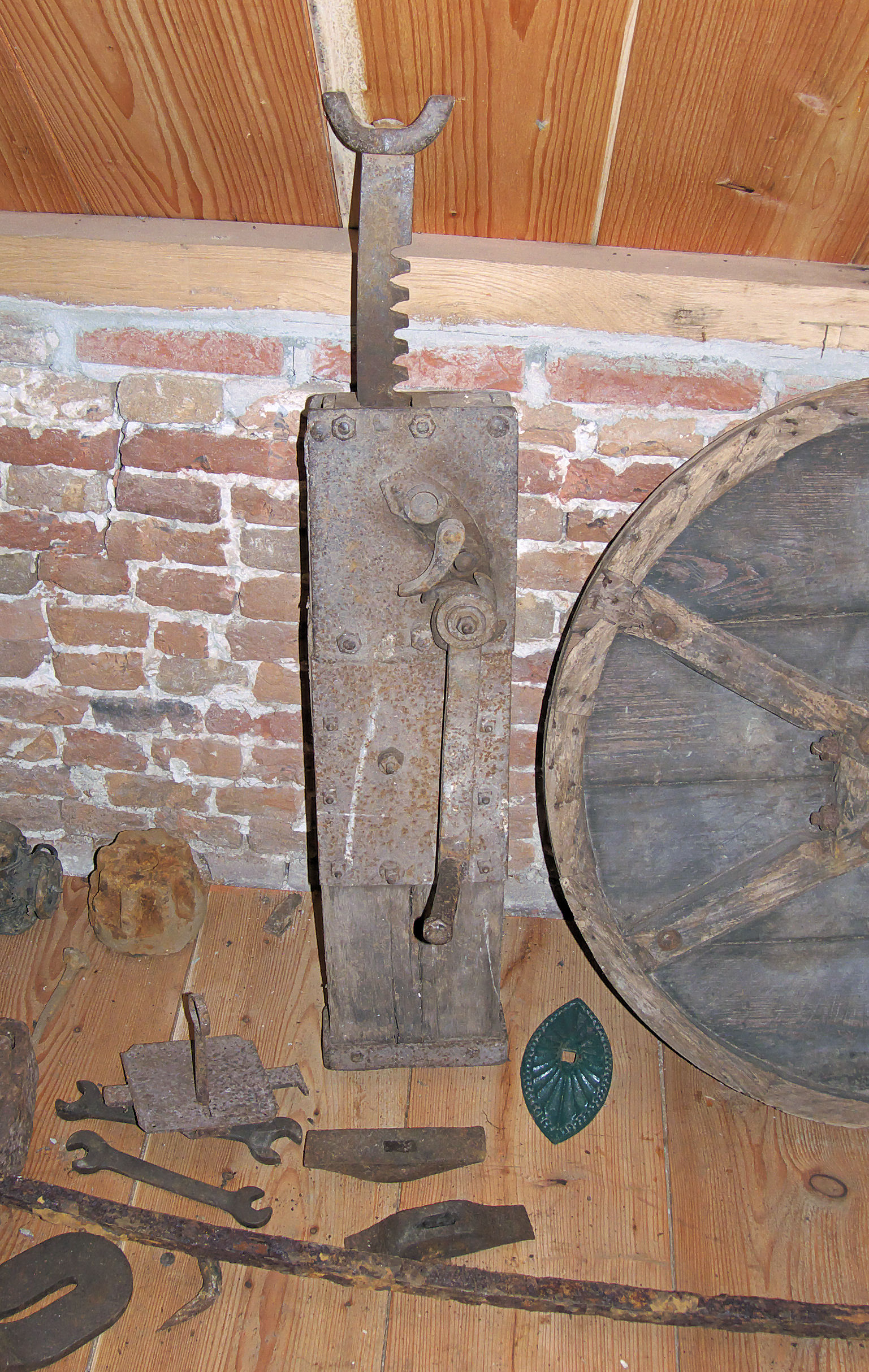
Dommekracht op de Kilsdonkse Molen
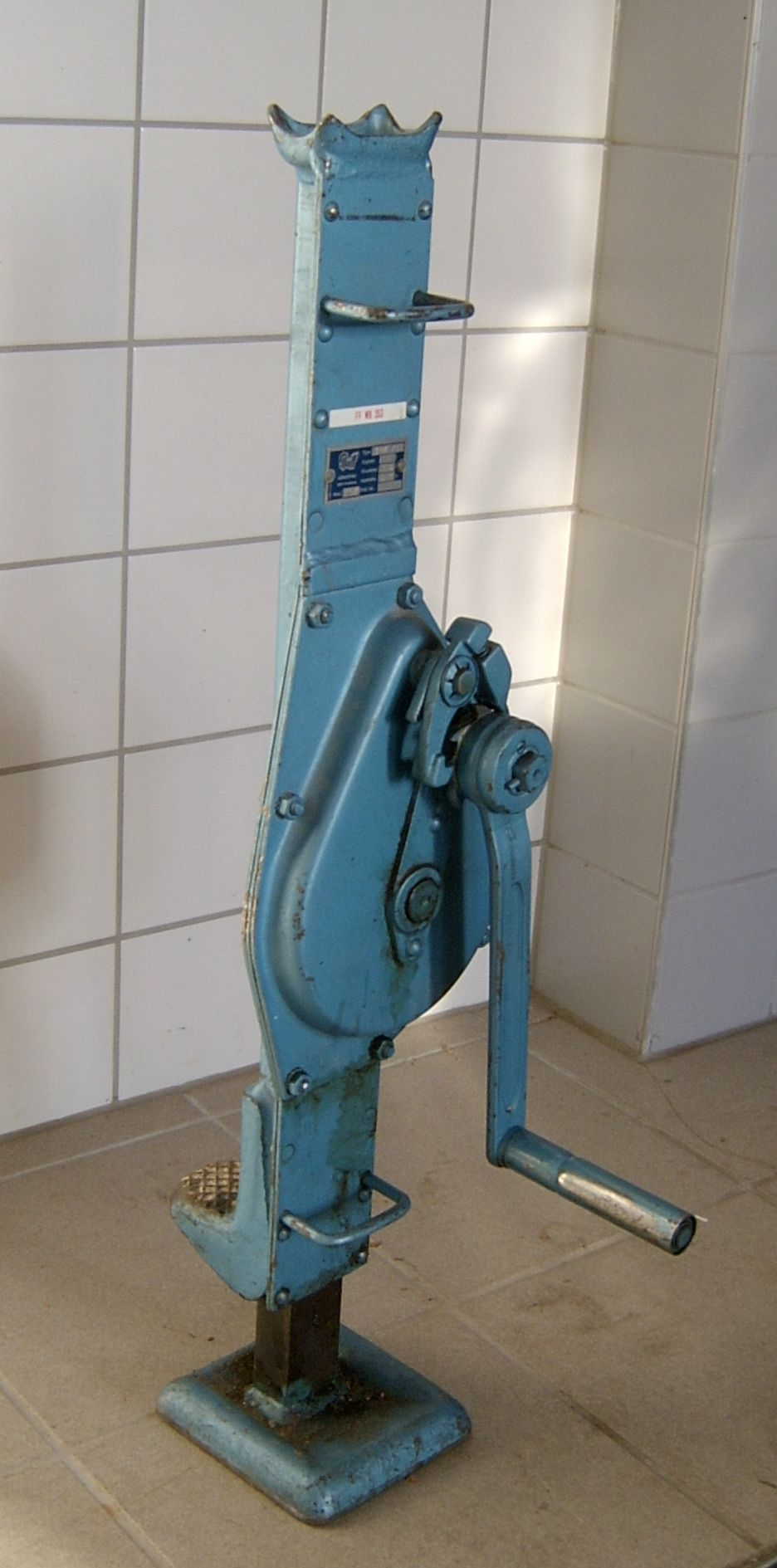
Moderne dommekracht